# Udenocera brunnea
Udenocera brunnea är en tvåvingeart som beskrevs av Ricardo 1904. Udenocera brunnea ingår i släktet Udenocera och familjen bromsar. Inga underarter finns listade i Catalogue of Life.